# Castillo de San Pedro de la Roca
Castillo de San Pedro de la Roca (także: Castillo del Morro) – twierdza na przedmieściach Santiago de Cuba, w południowo-wschodniej części Kuby, wzniesiona na początku XVII wieku. Głównym architektem był Włoch Giovanni Bautista Antonelli.
W 1662 roku twierdzę zniszczyły angielskie wojska pod dowództwem sir Christophera Myngsa, jednak w 1710 roku została ona odbudowana.
Budowla charakteryzuje się skomplikowanym układem mostów zwodzonych, fos, przejść i schodów. W podziemiach ciągną się lochy.
W 1997 roku organizacja UNESCO wpisała twierdzę na listę światowego dziedzictwa ludzkości.

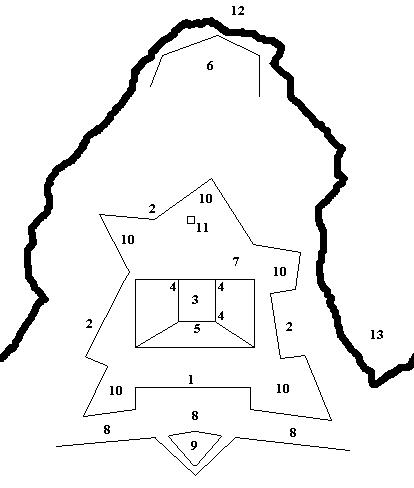
Plan twierdzy: 1. Brama; 2. Wały ziemne; 3. Główny dziedziniec; 4. Kwatery załogi; 5. Magazyny; 6. Platforma obserwacyjna; 7. Dziedziniec; 8. Fosa; 9. Rawelin; 10. Bastiony; 11. Cysterna; 12. Wejście do zatoki; 13. Zatoka

.